# Teșcureni, Ungheni
Teșcureni (în ucraineană Тешкурень)este un sat din raionul Ungheni, Republica Moldova.

## Istorie
Satul Teșcureni a fost menționat documentar în anul 1797.
În perioada sovietică aici s-a aflat o secție a gospodăriei colective „Codrii" cu sediul în orașul Cornești. În sat a fost deschisă o școală de 8 ani, club cu instalație cinematografică, bibliotecă, ateliere de deservire socială, oficiu poștal, grădiniță, magazin.

## Demografie
Componența etnică a satului
Conform recensământului din anul 2004, populația satului constituia din 1.109 oameni, dintre care 48.51% bărbați și 51.49% femei. Structura etnică a populației în cadrul satului: 98.83% moldoveni, 0.81% ucraineni, 0.36% ruși.

## Geografie
Satul are o suprafață de circa 7.52 km2, cu un perimetru de 15.84 km. Teșcureni este unicul sat din comuna cu același nume. Localitatea se află la distanța de 29 km de orașul Ungheni și la 92 km de Chișinău.

## Administrație și politică
Componența Consiliului local Teșcureni (9 consilieri), ales la 5 noiembrie 2023, este următoarea:
|  | Partid                            | Consilieri | Componență | Componență | Componență | Componență | Componență | Componență | Componență |
|  | --------------------------------- | ---------- | ---------- | ---------- | ---------- | ---------- | ---------- | ---------- | ---------- |
|  | Partidul Social Democrat European | 7          |            |            |            |            |            |            |            |
|  | Partidul Acțiune și Solidaritate  | 1          |            |            |            |            |            |            |            |
|  | Platforma Demnitate și Adevăr     | 1          |            |            |            |            |            |            |            |